# Dobiesław Kurozwęcki
Dobiesław Kurozwęcki, herbu Poraj (ur. ok. 1320, zm. przed 28 sierpnia 1397) – podstoli krakowski (1345-1351); podkomorzy sandomierski (1351-1355); kasztelan wiślicki (1355 lub 1356-1366); wojewoda krakowski (1366/1367 lub 1366-1380); wielkorządca Królestwa Polskiego (1380-1382), potem regent Królestwa Polskiego (1382-1384); kasztelan krakowski (od 1380). W 1336 roku otrzymał prawo niemieckie dla wsi Chodowa.

## Życiorys
Jego ród pochodził z Czech, do jego znaczenia w Polsce doszło za panowania Władysława Łokietka. Według legendy jego protoplastą był Poraj, brat świętego Wojciecha. Był synem Zawiszy z Młynów, chorążego sandomierskiego, po raz pierwszy wystąpił w 1336 roku, kiedy za zasługi rycerskie Kazimierz Wielki przeniósł jego wieś Chodów na prawo niemieckie. Przez następne lata piął się w hierarchii urzędniczej, pod koniec panowania Kazimierza Wielkiego osiągając urząd wojewody krakowskiego. Był jednym z najbliższych doradców monarchy, jako jeden ze świadków wymieniony jest m.in. w akcie fundacyjnym Akademii Krakowskiej z dnia 12 maja 1364 roku. Po śmierci ostatniego króla z rodu Piastów, Kazimierza Wielkiego, przeprowadził unieważnienie nadań monarchy, w tym m.in. dla Kaźka Słupskiego. Oskarżył Janka z Czarnkowa o przywłaszczenie regaliów królewskich. W 1372 wraz z Elżbietą Łokietkówną brał udział w Poznaniu w sądzie ziemskim, który skazał Janka z Czarnkowa i odebrał mu podkanclerstwo. Wraz ze swoimi synami Zawiszą i Krzesławem stanął na czele obozu andegaweńskiego, który był zwolennikiem zapewnienia sukcesji w Polsce córkom Ludwika Węgierskiego. Był jednym z inicjatorów wydania przez króla przywileju koszyckiego w 1374. W 1379 w Koszycach złamał opór Wielkopolan, którzy nie chcieli uznać praw sukcesyjnych królewny Marii, poprzez zamknięcie bram miasta, aż do złożenia przez nich hołdu córce monarchy. W 1380 wszedł do czteroosobowego kolegium, rządzącego Polską w imieniu Ludwika Węgierskiego (kanclerz Jan Radlica, Sędziwój z Szubina, Domarat z Pierzchna). W 1381 roku objął kasztelanię krakowską, najwyższy urząd ziemski Królestwa Polskiego. Latem 1384 witał przybywającą królową Jadwigę. W sierpniu dzięki jego energicznej postawie udało się przepędzić z Wawelu narzeczonego Jadwigi księcia Wilhelma Habsburga. Był jednym z inicjatorów zawiązania unii polsko-litewskiej. W 1387 stał na czele wyprawy panów polskich w celu rewindykacji Rusi Czerwonej spod panowania węgierskiego. W latach 90 XIV wieku jego udział w życiu publicznym, zapewne z powodu sędziwego już wieku znacząco zanikł. Ostatni raz wzmiankowany 12 października 1395 roku, a 28 sierpnia 1397 roku po raz pierwszy zostaje wspomniany jako zmarły. Jego następcą na urzędzie kasztelana krakowskiego został Jan z Tęczyna (od 1398).
Z małżeństwa z nieznaną z imienia wnuczką wojewody krakowskiego Piotra Bogorii Skotnickiego pozostawił liczne potomstwo:
1. Czestek z Kurozwęk (zm. ok. 1352 r.)
2. Zawisza z Kurozwęk.
3. Krzesław z Chodowa i Kurozwęk.
4. Dorota z Kurozwęk (zm. ok. 1397 r.).
5. Mikołaj z Kurozwęk (archidiakon lubelski (od 1383)).
6. Małgorzata z Kurozwęk (m. Zbigniew z Oleśnicy).
Jego wnukami byli  m.in. Mikołaj z Michałowa, Jan z Oleśnicy, Dobiesław z Sienna i Zawisza Czerwony z Oleśnicy.